# Jeotgalicoccus aerolatus
Jeotgalicoccus aerolatus ist eine Bakterienart. Sie zählt zu der Abteilung Firmicutes, für deren Vertreter ein positiver Gram-Test typisch ist. Im Gegensatz zu anderen Jeotgalicoccus-Arten wächst diese Spezies nur, wenn Sauerstoff vorhanden ist, sie ist strikt aerob. Sie wurde bei einer mikrobiologischen Untersuchung der Luft in einem Putenstall entdeckt. Auf das Vorkommen bezieht sich auch der Artname, aerolatus bedeutet „durch Luft übertragen“.

## Merkmale

### Erscheinungsbild
Die Zellen von Jeotgalicoccus aerolatus sind kokkenförmig, mit einem Durchmesser von 1,5 bis 2,0 µm. Jeotgalicoccus aerolatus bildet, wie alle Arten der Gattung, keine Endosporen. Die Art kann sich nicht durch eigene Kraft bewegen, ist also nicht motil. Die Gram-Färbung verläuft positiv.
Auf festen Nährböden wachsen die Zellen nach Inkubation bei 30 °C über zwei Tage zu weißen Kolonien heran. In der Aufsicht sind die Kolonien rund geformt mit einem klar definierten Rand, in der seitlichen Ansicht erscheinen sie leicht konvex erhaben.

### Wachstum und Stoffwechsel
Jeotgalicoccus aerolatus ist heterotroph, er führt keine Photosynthese durch. Der Stoffwechsel ist obligat aerob, d. h. die Art kann sich nur vermehren, wenn Sauerstoff vorhanden ist. In diesem Merkmal ähnelt J. aerolatus dem ebenfalls 2011 entdeckten J. nanhaiensis. Die zuvor beschriebenen Arten weisen hingegen einen fakultativ anaeroben Stoffwechsel auf. Somit wurde die Beschreibung der Gattung Jeotgalicoccus durch Jung-Hoon Yoon et al. von 2003 durch diese Funde erweitert.
Wachstum erfolgt bei pH-Werten von 6,0 bis 10,0, optimale Werte sind pH 7,0–8,0. Die Art zeigt Wachstum in einem Temperaturbereich von 10 bis 40 °C, der optimale Temperaturbereich liegt bei 25–30 °C. J. aerolatus ist halotolerant, ein Gehalt von 0 bis 14 % an Natriumchlorid (NaCl) im Nährmedium wird toleriert, bei einem NaCl-Gehalt von 20 % oder mehr erfolgt kein Wachstum mehr. In Bezug auf den tolerierten Natriumchloridgehalt verhält er sich ähnlich wie J. psychrophilus, zeigt aber im Gegensatz zu diesem bei 4 °C Wachstum kein Wachstum. Die Kultivierung von J. aerolatus gelingt unter anderem auf Trypton-Soja-Agar (TSA). Auch der für Staphylokokken verwendete Chapman-Agar ist geeignet.
Biochemische Merkmale, wie beispielsweise die vorhandenen Enzyme und die daraus resultierenden Stoffwechseleigenschaften können in einer Bunten Reihe zur Identifizierung von J. aerolatus verwendet werden. Das Enzym Katalase ist vorhanden, auch der Oxidase-Test fällt positiv aus. Die Enzyme Urease und β-Galactosidase sind nicht vorhanden. Auch die Enzyme Arginindihydrolase (ADH), Ornithindecarboxylase (ODC) und Lysindecarboxylase (LDC) zum Abbau verschiedener Aminosäuren werden nicht gebildet. Tyrosin wird nicht hydrolysiert. J. aerolatus ist nicht in der Lage, Gelatine oder Stärke durch Hydrolyse abzubauen. Nitrat wird nicht zu Nitrit reduziert. Schwefelwasserstoff (H2S) wird nicht gebildet, ebenso wenig Indol (negativer Indol-Test). Hingegen verläuft der Voges-Proskauer-Test positiv, es wird also Acetoin gebildet.
Im Rahmen des chemoorgano-heterotrophen Stoffwechsels kann J. aerolatus einige Kohlenhydrate als Kohlenstoffquelle nutzen und unter Säurebildung verwerten, dazu gehören die Monosaccharide D-Glucose, L-Rhamnose und D-Xylose. Allerdings ist der Nachweis auf Säurebildung nur schwach positiv. Eine andere Untersuchung durch Zhu-Xiang Liu u. a. kommt zu dem Ergebnis, dass Glucose nicht unter Säurebildung abgebaut wird, D-Fructose und D-Mannose hingegen schon. Kohlenhydrate, die nicht unter Säurebildung abgebaut werden, sind beispielsweise die Monosaccharide D- und L-Arabinose sowie D-Galactose, die Disaccharide Cellobiose, Lactose, Melibiose und Saccharose sowie die Trisaccharide Melezitose und Raffinose. Bei den getesteten Zuckeralkoholen erfolgt keine Säurebildung bei Adonitol, myo-Inositol, D-Mannitol und D-Sorbitol.

### Chemotaxonomie
Wie für Jeotgalicoccus-Arten üblich, ist das Haupt-Menachinon MK-7, es kommt zu 75,4 % vor. Daneben liegt auch MK-6 zu 24,0 % vor. Die Mureinschicht in der Zellwand enthält die Diaminosäure L-Lysin als diagnostisch wichtige Aminosäure an Position 3 der Peptidbrücke. Der Peptidoglycan-Typ ist A3α, neben Lysin sind noch die Aminosäuren Glycin und L-Alanin vorhanden. Die in den Membranlipiden vorkommenden Fettsäuren sind hauptsächlich Moleküle mit einer ungeraden Zahl von Kohlenstoffatomen (C15) und keiner Doppelbindung (gesättigte Fettsäuren). Es handelt sich um die verzweigtkettigen Fettsäuren mit den Abkürzungen iso-C15:0 (iso-Pentadecansäure) und anteiso-C15:0 (anteiso-Pentadecansäure), ihr Anteil liegt bei 37,7 bzw. 29,0 %. Außerdem kommt noch die ebenfalls verzweigtkettige Fettsäure mit der Abkürzung iso-C17:0 (iso-Heptadecansäure) und die unverzweigte Hexadecansäure (C16:0, Palmitinsäure) zu 6,6 bzw. 6,5 % vor.
Die Lipide in der Zellmembran enthalten Diphosphatidylglycerin als Haupt-Phospholipid, daneben kommen noch Phosphoglyceride (Phosphatidylglycerin) und ein nicht identifiziertes Phospholipid (PL1) in mittleren Mengen vor. Außerdem wurden noch vier nicht identifizierte polare Lipide in geringen Mengen gefunden. Der GC-Gehalt in der DNA von Jeotgalicoccus aerolatus wurde bei der Untersuchung im Rahmen der Erstbeschreibung nicht bestimmt. Das Genom wurde bisher (Stand 2014) noch nicht vollständig sequenziert. Allerdings wurden für phylogenetische Untersuchungen die Nukleotide der 16S rRNA bestimmt, ein für Prokaryoten typischer Vertreter der ribosomalen RNA.

### Pathogenität
Bisher (Stand 2014) ist noch keine Zuordnung von Jeotgalicoccus aerolatus durch die Biostoffverordnung in Verbindung mit der TRBA (Technische Regeln für Biologische Arbeitsstoffe) 466 zu einer Risikogruppe erfolgt. In der TRBA 466 mit Stand vom 25. April 2012 sind lediglich die verwandten Arten Jeotgalicoccus halotolerans, J. pinnipedialis und J. psychrophilus aufgeführt, sie sind der Risikogruppe 1 zugeordnet, gelten folglich als Bakterien, „bei denen es unwahrscheinlich ist, dass sie beim Menschen eine Krankheit hervorrufen“ (§ 3 Biostoffverordnung).

## Systematik
Die Art Jeotgalicoccus aerolatus zählt zu der Familie der Staphylococcaceae in der Ordnung der Bacillales. Diese Ordnung gehört zu der Abteilung Firmicutes. J. aerolatus wurde 2011 zusammen mit J. coquinae von Elena Martin et al. erstbeschrieben. Entdeckt wurde er im Rahmen einer Untersuchung der Luft in einem Putenstall. Dabei wurde ein Volumen von 500 l Luft in einer Luftkeimsammlung auf einem Gelatinefilter gesammelt. Verdünnungsstufen der auf dem Filter gesammelten Mikroorganismen wurden anschließend auf Nährmedien kultiviert und die gewachsenen Kolonien näher untersucht. Dabei wurde der Bakterienstamm MPA-33 entdeckt. Dieser Bakterienstamm ist als J. aerolatus MPA-33 der Typusstamm der Art. Er wurde in den Sammlungen von Mikroorganismen in Tschechien (als CCM 7679), Schweden (als CCUG 57953) und Deutschland (bei der DSMZ als DSM 22420) hinterlegt.
Bei der phylogenetischen Untersuchung wurde eine Verwandtschaft zu den bereits bekannten Arten der Gattung Jeotgalicoccus festgestellt. Der Vergleich der Sequenzen der 16S rRNA ergibt eine enge Verwandtschaft mit J. halotolerans und J. nanhaiensis (Ähnlichkeit jeweils 98,8–99,0 %), am weitesten entfernt verwandt ist J. pinnipedialis mit einer Ähnlichkeit von 93,8 %. Weiterhin wurde von Martin u. a., später erweitert durch Liu u. a. ein phylogenetischer Baum erstellt, basierend auf der Neighbour-Joining-Methode. Der neu entdeckte Bakterienstamm bildet eine eigene Linie aus, als Verzweigung der Gruppe, die von J. halotolerans und J. nanhaiensis gebildet wird.
Die Einordnung in die Gattung Jeotgalicoccus wird durch phänotypische Merkmale gestützt, beispielsweise die Zusammensetzung der Fettsäuren in der Zellmembran und das Vorkommen von MK-7 als Haupt-Menachinon. Die Festlegung als eigene Spezies wird ebenfalls mit phänotypischen Merkmalen begründet, in denen er sich von den anderen Jeotgalicoccus-Arten unterscheidet, wie z. B. die Zusammensetzung der polaren Lipide in der Zellmembran. Von J. coquinae unterscheidet er sich weiterhin dadurch, dass nur letzterer D-Mannitol unter Säurebildung verwerten kann (vergleiche Übersicht). Darüber hinaus wurde eine DNA-DNA-Hybridisierung mit den drei zuerst entdeckten Jeotgalicoccus-Arten durchgeführt, hier zeigen die Ergebnisse mit einer Ähnlichkeit von 13 bis 21 % genügend Abstand, um die Etablierung einer eigenen Art zu rechtfertigen. Die Ähnlichkeit bei der DNA-Hybridisierung zum ebenfalls von Martin u. a. beschriebenen J. coquinae liegt bei 54 %.

## Etymologie
Der Gattungsname Jeotgalicoccus leitet sich von dem neulateinischen Wort Jeotgalum her und bezieht sich auf den Fundort der erstbeschriebenen Art. Sie wurde aus koreanischen fermentierten Meeresfrüchten Jeotgal isoliert. Der Artname J. aerolatus enthält das altgriechische Wort ἀήρ (aer, „Luft“) und das lateinische Wort latus („getragen“) und bedeutet so viel wie „durch Luft übertragen“.